# Notoxus bipunctatus
Notoxus bipunctatus là một loài bọ cánh cứng trong họ Anthicidae. Loài này được Chevrolat miêu tả khoa học năm 1877.